# قحیفه (روستا)
 قحیفه  به عربی ( الَقحیفة  )، روستایی است در دهستان المُقَبَنَة از توابع استان حضرموت در کشور یمن در شبه جزیره عربستان.

## جمعیت
جمعیت آن ( ۱۶۷ ) نفر ( ۱۳ خانوار) می‌باشد.